# アイザック・アタンガ
アイザック・アタンガ（Isaac Atanga, 2000年6月14日 - ）は、ガーナ・ボノ・イースト州ンコランサ出身のサッカー選手。エリテセリエン・オーレスンFK所属。ポジションはFW。

## クラブ経歴
2018年にデンマークに渡り、FCノアシェランと契約。2019年4月にトップチームに昇格。9日のブレンビーIF戦でプロデビュー。7月14日のACホーセンス戦でプロ初ゴールを記録。同試合を含む3試合連続ゴールを決め、以降先発に定着。2019-20シーズンは34試合7ゴールを記録。翌2020-21シーズンも途中まで19試合4ゴールを記録した。
2021年3月31日、FCシンシナティと3年契約を締結したことが発表された。
2023年4月1日、オーレスンFKに移籍した。